# 9 mois ferme
9 Mois Ferme (Gravidez de Alto Risco (título em Portugal) ou Uma Juíza sem Juízo (título no Brasil)) é um filme francês de comédia de ação escrito, dirigido e estrelado por Albert Dupontel. Foi nomeado para seis categorias na 39ª edição do César du cinéma como Melhor Filme, Melhor Realizador e Melhor Actor por Dupontel, ganhando o Melhor Actriz pela actuação da protagonista Sandrine Kiberlain e Melhor Argumento Original. O filme foi lançado nos cinemas franceses em 16 de outubro de 2013.
Em Portugal o filme foi lançado em 8 de maio de 2014 sob a distribuição da Outsider Films e no Brasil em 26 de junho de 2014 distribuído pela Europa Filmes. Posteriormente, o filme foi exibido pela HBO Brasil com o título alternativo Grávida de 9 meses. 

## Enredo
Ariane Felder é uma juíza solteira que leva sua profissão a sério. Na primeira véspera do ano é forçada por seus colegas a beber demais e perde o controle de si mesma. Seis meses depois, ela descobre que está grávida, mas não sabe a identidade do pai. Primeiro ela achava que era o juiz Bernard, um colega empreendedor demasiado brando com ela. No entanto, ela conduz uma investigação com os registos de vídeo de vigilância da polícia, e descobre que o pai de seu filho é o famoso Robert Nolan, também conhecido como "Bob Nolan", o assaltante, acusado de ter mutilado e cometido canibalismo a um idoso. Bob Nolan, quando é preso, a juíza vai até ele e o reconhece no interrogatório, ele sem saber que a criança é dele, propõe um acordo com ela, para ajudá-lo a provar sua inocência.

## Elenco

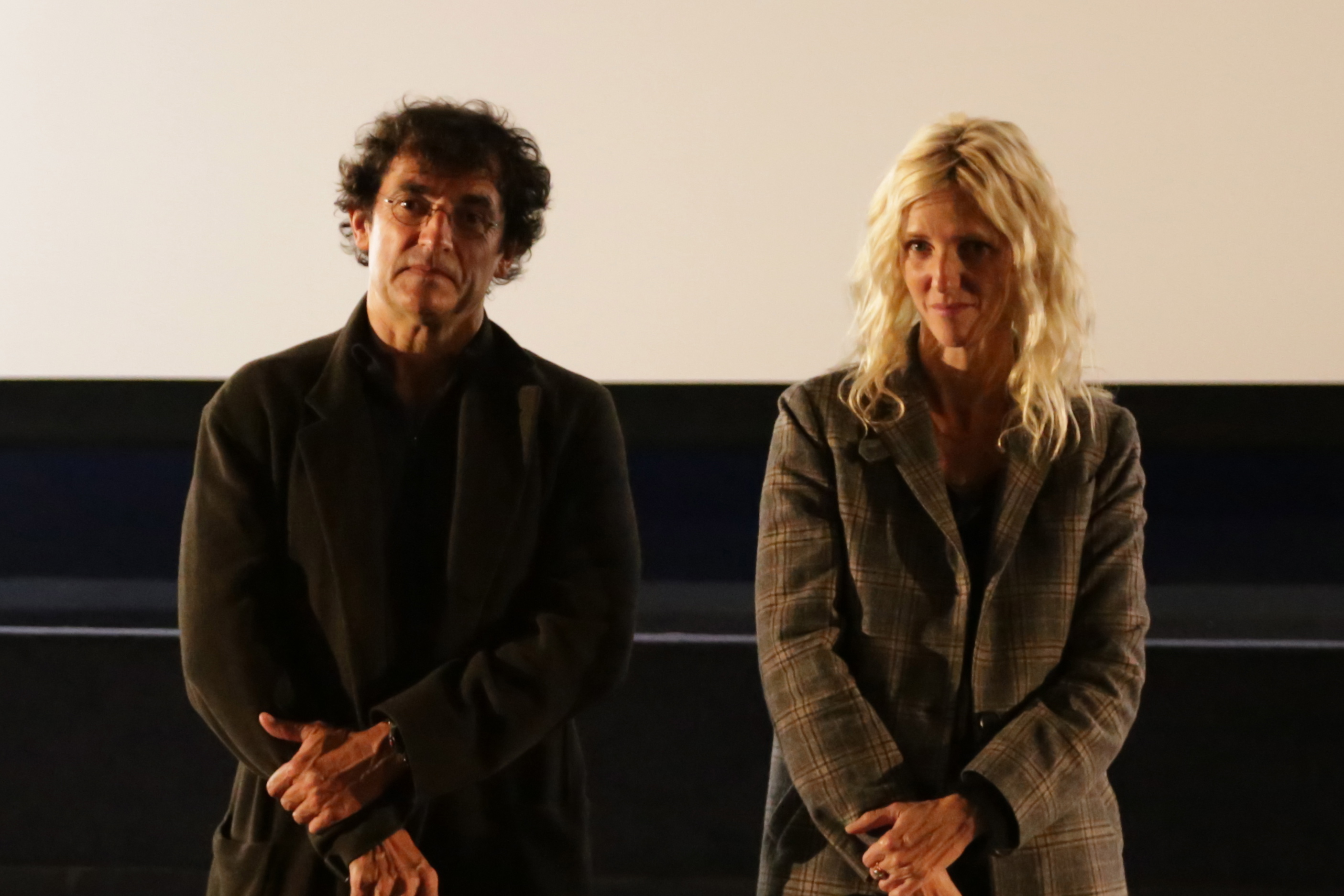
Albert Dupontel e Sandrine Kiberlain na ante-estreia do filme, em 17 de setembro de 2013 na cidade de Lião.

- Sandrine Kiberlain como a juíza Ariane Felder
- Albert Dupontel como Robert Nolan, apelidado de Bob Nolan, o ladrão
- Philippe Uchan como o juiz Bernard e colega empreendedor de Ariane
- Nicolas Marié como o senhor Trolos, o advogado disfónico de Nolan
- Bouli Lanners como o policial que cuida do monitoramento da cidade
- Gilles Gaston-Dreyfus como o senhor de Lime
- Christian Hecq como o tenente Édouard
- Philippe Duquesne como o doutor Toulate
- Michel Fau como o ginecologista
- Yolande Moreau como a mãe de Bob
- Jean Dujardin como o tradutor para deficientes auditivos
- Terry Gilliam como Charles Meatson, o "famoso canibal"
- Ray Cooper como o jornalista da CNN
- Gaspar Noé como o prisioneiro #1
- Jan Kounen como o prisioneiro #2
- Michèle Bernard-Requin como a presidente do Tribunal
- Yann Léveillé como o lacaio

## Reconhecimento

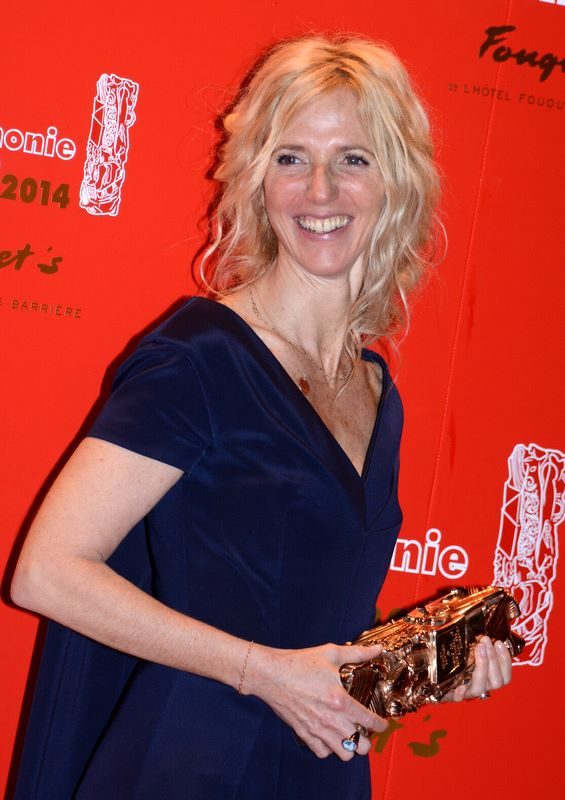
Sandrine Kiberlain, recompensada pelo prémio César de melhor atriz.

### Premiações
- Césares 2014:
  - Melhor actriz - Sandrine Kiberlain
  - Melhor argumento original - Albert Dupontel
- Estrelas douradas do cinema francês - Melhor Cenário[4]
- Globes de Cristal - Melhor Filme

### Nomeações
- Prémio Louis-Delluc 2013 - Selecção Oficial[5]
- Prémio Lumières 2014 - Melhor Filme, Melhor Realizador, Melhor Cenário Original, Melhor Actriz
- Globes de Cristal 2014 - Melhor Filme, Melhor Realizador, Melhor Actor e Actriz
- Césares 2014 :
  - Melhor Filme
  - Melhor Realizador - Albert Dupontel
  - Melhor Ator - Albert Dupontel
  - Melhor Edição - Christophe Pinel